# André Sehmisch
André Sehmisch (* 27. September 1964 in Steinheidel-Erlabrunn) ist ein ehemaliger deutscher Biathlet. Er gehörte zu den weltbesten Biathleten der 1980er Jahre.
André Sehmisch wuchs im Erzgebirge auf und begann 1967 mit ersten Versuchen auf Skiern. Etwa parallel zur Einschulung trat er 1971 auch in die SG Dynamo Schwarzenberg ein und begann hier mit dem Biathlonsport. Erste Trainer waren Werner Siegel, Wido Kühne und Jörg Deckert. Zwei Jahre später gewann er erste Medaillen sowohl im Skilanglauf wie auch im Biathlon und der Leichtathletik. 1977 wurde er an die Kinder- und Jugendsportschule nach Altenberg delegiert und wechselte zur SG Dynamo Zinnwald, wo er zunächst von Wolfgang Sturm trainiert wurde. Seit 1982 gehörte er zur Juniorennationalmannschaft der DDR im Biathlon, wo er von Helmut Klöpsch, Kurt Hinze und Wilfried Bock trainiert wurde. 1983 gewann er bei den Juniorenweltmeisterschaften in Antholz die Goldmedaillen im Einzel und mit der Staffel sowie die Silbermedaille im Sprint. Ein Jahr später wiederholte er diese Erfolge in Chamonix, abgesehen von einer Medaille mit der Staffel.
Ein Jahr später rückte er ins DDR-Nationalteam auf. Hier waren Klöpsch, Harald Böse, Frank Ullrich und Steffen Thierfelder seine Trainer. Erste Biathlon-Weltcup-Rennen bestritt er in Falun und wurde zunächst 21. eines Einzels. Schon im zweiten Rennen wurde er Siebter und erreichte damit eine erste Top-Ten-Platzierung. Diese guten Resultate sollten für die nächsten Jahre üblich für Sehmisch werden. In Ruhpolding lief er mit den Biathlon-Weltmeisterschaften 1985 seine ersten Weltmeisterschaften und wurde dort Elfter des Einzels und 15. im Sprintwettbewerb. Mit Frank-Peter Roetsch, Matthias Jacob und Ralf Göthel gewann er als Startläufer der Staffel hinter der Sowjetunion die Silbermedaille. Anschließend hatte Sehmisch seine erfolgreichste Saison. Er gewann die Gesamtwertung des Weltcups 1985/86, sowie Silber im Einzel hinter dem dreifachen Goldgewinner der Weltmeisterschaften Waleri Medwedzew, Bronze im Sprint sowie gemeinsam mit Jürgen Wirth, Roetsch und Jacob erneut als Schlussläufer die Silbermedaille mit der Staffel bei den Biathlon-Weltmeisterschaften 1986 in Oslo. 1986 legte er zudem sein Abitur ab und trat als Sportinstrukteur in die Deutsche Volkspolizei ein. Ein Jahr später begann Sehmisch ein Studium Ökonomie für Binnenhandel in Dresden. Im selben Jahr heiratete er und bekam mit seiner Frau den ersten Sohn. Auch bei den Biathlon-Weltmeisterschaften 1987 in Lake Placid erreichte Sehmisch erneut Erfolge. Im Sprint gewann er bei einem Dreifacherfolg der DDR-Männer die Bronzemedaille und gemeinsam mit Wirth, Roetsch und Jacob Gold mit der Staffel.
1988 startete Sehmisch in Calgary bei seinen einzigen Olympischen Winterspielen. Zwar gewann er keine Medaillen, erreichte aber in allen drei Rennen sehr gute Ergebnisse. Im Sprint und mit der Staffel wurde er Fünfter, Siebter des Einzels. Die Weltmeisterschaften 1989 in Feistritz an der Drau brachte mit Platz 15 im Sprint zwar kein herausragendes Einzelergebnis, doch gewann Sehmisch mit der DDR-Staffel, zu der neben Roetsch jetzt auch Frank Luck und Birk Anders gehörten den Titel und mit Andreas Heymann, Raik Dittrich und Steffen Hoos Bronze im Mannschaftswettbewerb. Den einzigen Einsatz bei den Biathlon-Weltmeisterschaften 1990 hatte der Sachse beim Staffelrennen in Kontiolahti, wo er mit Luck, Mark Kirchner und Anders erneut eine WM-Bronzemedaille gewann.
Nach der Wende kündigte Sehmisch 1991 bei der Volkspolizei und wechselte zum Bundesgrenzschutz. Er ging zur BGS Sportschule Bad Endorf, wechselte zum SC Ruhpolding und zog von Altenberg nach Ruhpolding um. Nun waren Roland Biermeier und Engelbert Sklorz seine Trainer. Zwischen 1991 und 1993 gehörte er zur Bundesdeutschen Nationalmannschaft, wo Kurt Hinze, Norbert Baier und Frank Ullrich seine Trainer waren. Die Einsätze für Sehmisch wurden nun jedoch seltener, da der wiedervereinigte deutsche Verband vor allem mit jüngeren Athleten plante. Die letzten Weltmeisterschaften Sehmischs wurden die Welttitelkämpfe 1991 in Lahti. Dort trat er im Einzel für den verletzten Frank Luck an und vergab beim letzten Schießen eine Platzierung unter den Top 10, im Mannschaftsrennen verpasste er eine letzte Medaille als Viertplatzierter nur knapp. In der Saison 1992/93 wurde der Biathlon-Europacup sein neues Hauptbetätigungsfeld. Hinter René König belegte er den zweiten Platz in der Gesamtwertung. 1993 beendete er seine aktive Biathlonkarriere.
Dennoch setzte Sehmisch seine sportliche Laufbahn in anderer Weise fort und trat nun vor allem bei Skimarathons, etwa dem Vasaloppet, dem Engadiner Skimarathon, dem Tiroler Skimarathon, dem Pustertaler Ski-Marathon und dem Koasalauf an. Nach Ende der Ausbildung beim BGS wechselte Sehmisch zur Abteilung Rosenheim des BGS. Für den Skiverband Chiemgau wurde er Übungsleiter Skilanglauf und war unter anderem sporadisch für Tobias Angerer und Bernd Eisenbichler verantwortlich. Vier Jahre später wechselte er wieder zurück in seine sächsische Heimat und ging zur BGSI Zinnwald. Seit 1999 lebt Sehmisch in Bärenstein. Seit 2000 betreibt er eine Skischule. Für den DSV wirkte er seit 2001 als Instructor Ski Nordic, seit 2004 als Nordic Walking Trainer. Außerdem ist André Sehmisch ein Mitglied im SMC Team, welches sich vorgenommen hat, Menschen zum Erfolg zu führen.
Mittlerweile arbeitet Sehmisch als Beamter bei der Bundespolizei.
Für seine sportlichen Erfolge wurde er 1986 mit dem Vaterländischen Verdienstorden in Silber ausgezeichnet.

## Biathlon-Weltcup-Platzierungen
| Platzierung                 | Einzel | Sprint | Verfolgung | Massenstart | Team | Staffel | Gesamt |
| --------------------------- | ------ | ------ | ---------- | ----------- | ---- | ------- | ------ |
| 1. Platz                    |        | 2      |            |             |      | 3       | 5      |
| 2. Platz                    | 3      | 1      |            |             |      | 2       | 6      |
| 3. Platz                    | 3      | 3      |            |             | 1    | 1       | 8      |
| Top 10                      | 11     | 14     |            |             | 2    | 7       | 34     |
| Punkteränge                 | 17     | 19     |            |             | 2    | 7       | 45     |
| Starts                      | 17     | 19     |            |             | 2    | 7       | 45     |
| Stand: Daten nicht komplett |        |        |            |             |      |         |        |

## Einzelbelege
1. ↑  Biathlon-Bundestrainer Ullrich will sich wehren
2. ↑  Neues Deutschland, 15. Oktober 1986, S. 7

| Personendaten    | Personendaten      |
| ---------------- | ------------------ |
| NAME             | Sehmisch, André    |
| KURZBESCHREIBUNG | deutscher Biathlet |
| GEBURTSDATUM     | 27. September 1964 |
| GEBURTSORT       | Erlabrunn          |